# Pallone d'oro 1959

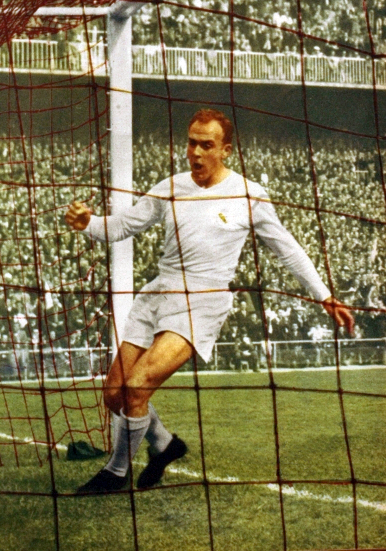
Alfredo Di Stéfano, vincitore del Pallone d'oro 1959

L’edizione 1959 del Pallone d'oro, 4ª edizione del premio calcistico istituito dalla rivista francese France Football, fu vinta dall'argentino naturalizzato spagnolo Alfredo Di Stéfano (Real Madrid).
I giurati che votarono furono 20, provenienti da Austria, Belgio, Bulgaria, Cecoslovacchia, Francia, Germania Ovest, Grecia, Inghilterra, Italia, Jugoslavia, Paesi Bassi, Polonia, Portogallo, Romania, Spagna, Svezia, Svizzera, Turchia, Ungheria e Unione Sovietica.